# Agent nr 1
Agent nr 1 – polski film fabularny, wojenny dramat sensacyjny, zrealizowany w 1971 roku przez Zbigniewa Kuźmińskiego na motywach powieści Stanisława Strumph-Wojtkiewicza.

## Fabuła
Jest to oparta na faktach historia działalności polskiego pochodzenia agenta brytyjskiego wywiadu w Grecji, Jerzego Iwanowa-Szajnowicza, podczas II wojny światowej.

## Obsada

### Role główne
- Karol Strasburger – Jerzy Szajnowicz-Iwanow
- Monika Sołubianka – Gabriela Coronis
- Barbara Bargiełowska – Marianna Jantos, żona Fortisa
- Aleksander Iwaniec – Stratos
- Józef Para – doktor Fortis
- Zdzisław Tobiasz – komandor Valdi, dowódca Iwanowa
- Piotr Fronczewski – więzień Beliński

### Pozostałe role
w kolejności alfabetycznej
- Adrianna Andrejewa (żona Kondopulosa)
- Tadeusz Białoszczyński (metropolita Damaskin)
- Jerzy Bielenia (Savopulos)
- Witold Dębicki (radiotelegrafista w sztabie brytyjskim)
- Wiktor Grotowicz (major brygady karpackiej)
- Kirił Janew (Maliopulos)
- Kosta Karageorgijew (Bandos, kolega Iwanowa z czasów szkolnych)
- Tadeusz Kosudarski (SS-mann zwany „Bykiem”)
- Józef Maliszewski (ksiądz Daleze)
- Stojczo Mazgałow (Kondopulos)
- Antonina Mermerowa (Eli, kuzynka Marianny)
- Stanisław Michalik (SS-mann nadzorujący egzekucję Iwanowa)
- Jerzy Moes (radiotelegrafista w sztabie brytyjskim)
- Nikola Naczkow (Apostolidas, gospodarz Iwanowa)
- Helena Norowicz (kurierka przewożąca pieniądze dla Iwanowa)
- Georgi Paplomatis (student)
- Zofia Petri (Margerita Christophilu)
- Asparuk Sariew (sierżant karabinierów)
- Bogumił Simeonow (Dimitros Fortis, mąż Marianny)
- Stanisław Tylczyński (ojciec Natazas)

### Role epizodyczne
- Leonard Andrzejewski (oficer w sztabie brytyjskim)
- Arkadiusz Bazak
- Janusz Bylczyński
- Kazimierz Dejunowicz
- Marian Drozdowski
- Krzysztof Fus
- Teodor Gendera (oficer w sztabie brytyjskim)
- Andrzej Grąziewicz
- Sławomir Lindner
- Juliusz Lubicz-Lisowski (Polak w obozie brygady karpackiej)
- Henryk Łapiński
- Sylwester Przedwojewski (oficer w sztabie brytyjskim)
- Jerzy Smyk (więzień)
- Tadeusz Somogi (Polak w obozie brygady karpackiej)
- Zdzisław Szymański

### Obsada dubbingu
- Janusz Bylczyński – Dimitros Fortis, mąż Marianny
- Stefan Friedmann – Bandos, kolega Iwanowa z czasów szkolnych
- Piotr Fronczewski – „Charlie”, agent brytyjski w klasztorze
- Jerzy Tkaczyk –
  - sierżant karabinierów,
  - strażnik więzienny
- Tomasz Zaliwski – marynarz

## Informacje dodatkowe
- Film realizowano w następujących miejscowościach: Ateny, Warna, Bałczik, Kawarna, Warszawa, Mrzeżyno, Góra Kalwaria, Łeba.
- Sceny z udziałem Leonarda Andrzejewskiego prawdopodobnie zostały usunięte z ostatecznej wersji filmu.
- Na zlecenie Filmoteki Narodowej, firma Magyar Filmlaboratorium KFT przeprowadziła digitalizację, remastering i korekcję barwną obrazu oraz digitalizację i remastering dźwięku.
- Premiera odbyła się z podwójnym pokazie z reportażem Bachledą WFO z 1971 roku[1].